# Свидня (Болгарія)
Сви́дня (болг. Свидня) — село в Софійській області Болгарії. Входить до складу общини Своге.

## Населення
За даними перепису населення 2011 року у селі проживали 1065 осіб.
Національний склад населення села:
| Національність   | Кількість осіб | Відсоток |
| ---------------- | -------------- | -------- |
| болгари          | 1020           | 99,6%    |
| турки            | 0              | 0%       |
| цигани           | 0              | 0%       |
| інша             | 0              | 0%       |
| не визначились   | 4              | 0,4%     |
| Всього відповіли | 1024           |          |

Розподіл населення за віком у 2011 році:
Динаміка населення: